# Sự hoàn hảo
Sự hoàn hảo là một trạng thái, đa dạng, hoàn hảo, không có một lỗi nào, hoặc xuất sắc đỉnh cao.
Thuật ngữ này được sử dụng để chỉ định một loạt các khái niệm đa dạng, nếu thường được phân loại. Những có lịch sử được đề cập đến trong một số ngành học, đặc biệt là toán học, vật lý, hóa học, đạo đức, thẩm mỹ, bản thể luận, và thần học.

## Nghịch lý

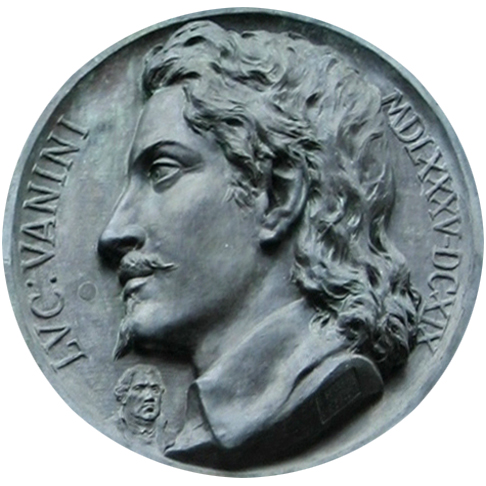
Vanini

Sự tồn tại song song của hai khái niệm hoàn hảo, một nghiêm ngặt ("hoàn hảo") và lỏng lẻo khác ("xuất sắc"), đã nảy sinh, có lẽ từ thời cổ đại nhưng chắc chắn từ thời Phục hưng, đến một nghịch lý duy nhất: đó là điều tuyệt vời nhất sự hoàn hảo là sự không hoàn hảo. Điều này được xây dựng bởi Lucilio Vanini (1585-1619), người có tiền thân trong nhà văn thế kỷ 16 Joseph Juste Scaliger, và đến lượt họ nhắc đến nhà triết học cổ đại Empedocles. Lập luận của họ, như được đưa ra bởi hai người đầu tiên, là nếu thế giới hoàn hảo, nó không thể cải thiện và do đó sẽ thiếu "sự hoàn hảo thực sự", điều này phụ thuộc vào sự tiến bộ. Đối với Aristotle, "hoàn hảo" có nghĩa là "hoàn thành" ("không có gì để thêm hoặc bớt"). Đối với Empedocles, theo Vanini, sự hoàn hảo phụ thuộc vào sự không hoàn hảo ("perfectio propter imperfectionem"), vì không hoàn hảo có tiềm năng phát triển và bổ sung cho các đặc điểm mới ("perfectio complementii"). Quan điểm này liên quan đến thẩm mỹ baroque của Vanini và Marin Mersenne: sự hoàn hảo của một tác phẩm nghệ thuật bao gồm việc buộc người nhận phải hoạt động tích cực để bổ sung cho tác phẩm nghệ thuật bằng nỗ lực của trí tuệ và trí tưởng tượng.
Nghịch lý của sự hoàn hảo - không hoàn hảo là sự hoàn hảo - không chỉ áp dụng cho các vấn đề của con người, mà còn đối với công nghệ. Do đó, sự bất thường trong tinh thể bán dẫn (một sự không hoàn hảo, ở dạng chất gây ô nhiễm) là điều cần thiết để sản xuất chất bán dẫn. Giải pháp cho nghịch lý rõ ràng nằm ở sự phân biệt giữa hai khái niệm "hoàn hảo": đó là sự đều đặn và tiện ích. Sự không hoàn hảo là hoàn hảo trong công nghệ, theo nghĩa là sự bất thường là hữu ích.

## Số hoàn hảo
Những con số hoàn hảo đã được phân biệt kể từ khi người Hy Lạp cổ đại gọi chúng là "teleioi". Tuy nhiên, không có sự đồng thuận giữa người Hy Lạp về việc con số nào là "hoàn hảo" hay tại sao như vậy. Một quan điểm được chia sẻ bởi Plato cho rằng 10 là một con số hoàn hảo. Các nhà toán học, bao gồm nhà toán học-triết gia theo Pythagore, đã đề xuất một số hoàn hảo, là số 6.
Số 10 được cho là hoàn hảo vì con người có 10 ngón tay ở hai bàn tay. Số 6 được cho là hoàn hảo vì nó có tính chia hết theo một cách đặc biệt: phần thứ sáu của số đó tạo thành đơn vị; một phần ba là hai; một nửa của nó là ba; hai phần ba (tiếng Hy Lạp: dimoiron) là bốn; năm phần sáu (pentamoiron) là năm; sáu là phần toàn bộ hoàn hảo. Người xưa cũng coi 6 là một con số hoàn hảo bởi vì bàn chân con người chiếm một phần sáu chiều cao của một người đàn ông, do đó số 6 quyết định chiều cao của cơ thể con người.

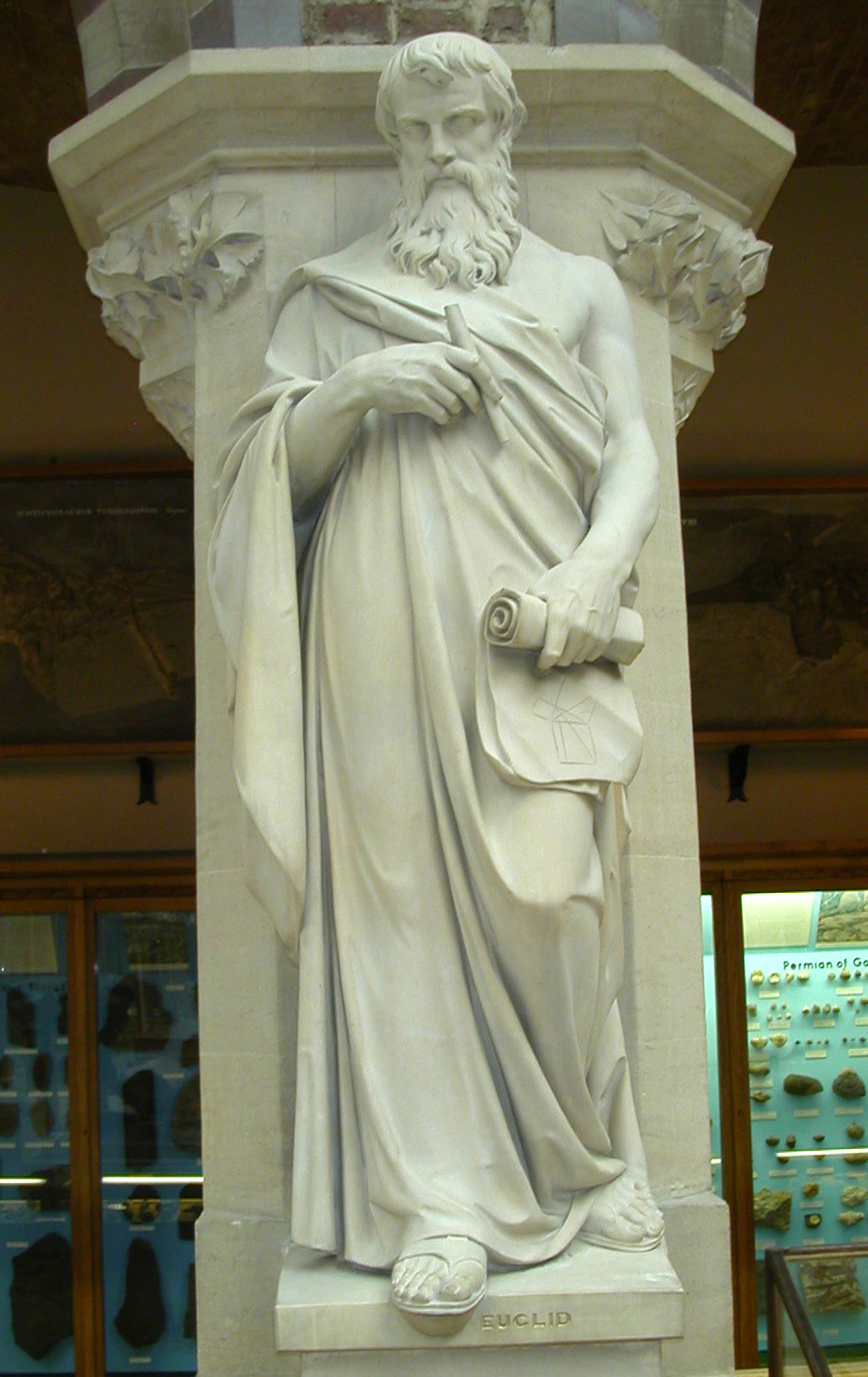
Euclid

Do đó, cả hai số, 6 và 10, đều được ghi nhận là hoàn hảo, cả trên cơ sở toán học thuần túy và trên cơ sở sự liên quan của chúng trong tự nhiên. Niềm tin vào "sự hoàn hảo" của những con số nhất định còn tồn tại từ thời cổ đại, nhưng chất lượng này cũng được gán cho những con số khác. Sự hoàn hảo của số 3 thực sự đã trở thành tục ngữ: "omne trinum perfectum " (tiếng Latinh: tất cả các số ba đều hoàn hảo). Một số khác, số 7, đã có một người sùng bái là Giáo hoàng Grêgô I thế kỷ thứ 6 (Grêgôriô vĩ đại), người thích nó với lý do tương tự như các nhà toán học Hy Lạp đã xem 6 là một con số hoàn hảo, và ngoài ra vì một số lý do gắn số 7 với khái niệm " vĩnh cửu ".
Tuy nhiên, thời Trung cổ đã bảo vệ sự hoàn hảo của số 6: Augustine và Alcuin đã viết rằng Chúa đã tạo ra thế giới trong 6 ngày bởi vì đó là con số hoàn hảo.
Các nhà toán học Hy Lạp đã coi số đó là số hoàn hảo, vì nó bằng tổng các ước của nó nhỏ hơn chính nó. Một số như vậy không phải là 3 hay 7 hay 10, mà là 6, vì 1 + 2 + 3 = 6.
Nhưng có nhiều số có thuộc tính này, chẳng hạn như 28, vì 28 = 1 + 2 + 4 + 7 + 14. Thông lệ để gọi những con số như vậy là "số hoàn hảo." Euclid đã đưa ra một công thức cho các số "hoàn hảo" chẵn:
Np = 2p − 1 (2p − 1)
trong đó p và 2 p−1 là các số nguyên tố.
Euclid đã liệt kê bốn số hoàn hảo đầu tiên: 6; 28; 496; và 8128. Một bản thảo năm 1456 đã đưa ra con số hoàn hảo thứ năm: 33.550.336. Dần dần các nhà toán học tìm thấy những con số hoàn hảo hơn nữa (rất hiếm). Năm 1652, nhà khoa học đa ngành Ba Lan Jan Brożek lưu ý rằng không có số hoàn hảo giữa 104 và 107.
Mặc dù đã có hơn 2.000 năm nghiên cứu nhưng vẫn chưa biết liệu có tồn tại vô số con số hoàn hảo hay không; hoặc có số hoàn hảo lẻ hay không.
Ngày nay thuật ngữ "số hoàn hảo" chỉ đơn thuần là lịch sử trong tự nhiên, được sử dụng cho mục đích truyền thống. Những con số đặc biệt này đã nhận được tên vì sự tương đồng với việc xây dựng con người, người được coi là sáng tạo hoàn hảo nhất của tự nhiên, và trên hết là vì sự đều đặn của chính họ. Do đó, chúng đã được đặt tên như vậy trên cùng một cơ sở với các vật thể hoàn hảo trong tự nhiên, và các tòa nhà và tượng được cân đối hoàn hảo do con người tạo ra; những con số đã được gọi là "hoàn hảo" để nhấn mạnh tính đều đặn đặc biệt của chúng.
Các nhà toán học Hy Lạp đã đặt tên cho những con số này là "hoàn hảo" theo cùng nghĩa mà các nhà triết học và nghệ sĩ đã sử dụng từ này. Jamblich (Trong Nicomachi arithaturesam, Leipzig, 1894) tuyên bố rằng Pythagore đã gọi số 6 là số của "hôn nhân", "sức khỏe" và "sắc đẹp" vì sự hài hòa và phù hợp của con số đó.
Những con số hoàn hảo từ sớm đã được coi là thước đo của những con số khác: những con số trong đó tổng của các ước số lớn hơn chính con số, như trong 12, có - từ đầu Theon of Smyrna, ca. 130 AD - được gọi là "dự phòng" (tiếng Latinh: redundantio), "nhiều hơn hoàn hảo" (cộng với quam perfecti) hoặc " số lượng dồi dào " và tổng của các ước số của nó nhỏ hơn, như trong 8, được gọi là " số thiếu hụt" (deficientes).
Tính đến ngày 7 tháng 12 năm 2018, 51 số hoàn hảo đã được xác định.